# Vilhelm Østergaard
Vilhelm Østergaard (født Wilhelm) (16. januar 1852 i København - 10. november 1928 sammesteds) var en dansk forfatter og titulær professor.

## Opvækst og tidlig karriere
Østergaard var uægte barn af kammerherre, greve Adam Gottlob Moltke (1792-1868) og voksede op hos sin mor Vilhelmine Østergaard (1825-1882) på Nørrevold i København. Ved faderens død ændredes moderens økonomiske situation sig så pludseligt, at han måtte opgive at tage studentereksamen. Fra 1868 til 1870 år var han ansat som protokolfører på Assistenshuset, men læste i sin fritid store mængder litteratur.

## Karriere
I 1870 blev han ekstrakorrektør ved Dagstelegrafen, og da J.C. Ferslew i 1876 sendte ham som korrespondent til verdensudstillingen i Philadelphia opgav han embedsbanen og blev journalist. Østergaard var derefter i en årrække knyttet som æstetisk journalistisk medarbejder og skrev fortrinsvis som litteratur- og teateranmelder ved Nationaltidende (1876-1878) og senere Dagens Nyheder (1882-1891) og Berlingske Tidende (1896-1901).
I perioden 1882-1883 var han redaktør af N.C. Roms Familievennen (efter Frederik Winkel Horn), i 1896-1897 af Nordstjernen, i 1891-1892 direktør for Casino (sammen med skuespilleren Frederik Adolf Cetti og Theodor Andersen). I 1894 fik han Det anckerske Legat og foretog en studierejse til Italien. Han blev titulær professor i 1899 og i 1905 blev han slået til Ridder af Dannebrog. I 1992 blev han Dannebrogsmand.
I kraft af sit fortælletalent nåede Østergaard anerkendelse som folkelig forfatter og havde en betydelig litterær virksomhed. Debuten var i 1870 i Nyt Aftenblad, "En Roman fra Krigen", med enkelte smådigte, som dog tidligere var blevet trykt. I 1879 debuterede han i bogform med novellesamlingen Fra ulige Steder, og han fortsatte senere med at beskrive hverdagens liv.
Sin litterære anerkendelse har han dog vundet med sine historiske romaner og skildringer (Danske Sagn og Historier, 1—2 (1891—1993), Danmarks Vovehals (1894), Tyge Brahe (1895). Men har også arbejdet som dramatisk forfatter og bearbejder, særlig af folkeskuespil. 1897-1901 redigerede han det nationale værk Vort Folk i det 19. Aarhundrede, og fra 1899 Gyldendals Bibliotek, med i alt 175 bind danske klassikere, en Danmarks litteraturhistorie i nyere Tid.
Den betydeligste litterære indsats har Østergaard dog gjort med sine romaner (Det gamle Land, Den Førstefødte, C. M. Arndt, Magister Stefanus, Via Dolorosa), som han fra 1903—1920 udsendte under pseudonymen Homo Sum. Han udsendte i november 1928 sin sidste roman den delvis selvbiografiske Hjob og hans Venner. Kort efter afgik han ved døden.
Sammen med Sophus Bauditz, skuespillerne Olaf Poulsen og Elith Reumert udfoldede Østergaard sig i den uformelle klub Evoë (ubekymret livslyst).

### "Østergaard-sagen"
I 1911 udgav Østergaard Ungdommens Bog om vort Land med undertitlen Fortællinger af vort Fædrelands Historie, og ansøgte dernæst Kultusministeriet om anbefaling af bogen til brug i folkeskolen. Den 13. februar året efter skrev kultusminister Appel til Østergaard at bogen ville blive optaget på den næste fortegnelse over anbefalede undervisningsmidler. Imidlertid var der i Ungdommens Bog om vort Land passager, som var kritiske overfor situationen i Nordslesvig og hyldede "sønderjydske Hædersmænd" som Peter Hjort Lorentzen [sic], Laurids Skau og Gustav Johannsen. Dette gav anledning til kritik fra tysk side, så ministeriet måtte bede om at næste oplag af bogen blev omarbejdet på disse punkter. Sagen fortsatte imidlertid, da dagbladet København i januar 1913 fremstillede episoden som en national ydmygelse og blev sekunderet af andre aviser. Sagen gik i sig selv igen i løbet af marts 1913.
Sagen fik som konsekvens, at Kultusministeriet i cirkulære af 4. februar 1914 meddelte landets skoledirektioner, at man ikke længere ville udstede anbefalinger af læremidler til brug i folkeskolen.

## Privatliv
Østergaard blev 1878 gift med den i Slesvig fødte Elise Frederikke Theodore Locher (1855-1937), søster til maleren Carl Locher.
Østergaard er begravet på Asminderød Kirkegård.

## Skuespil
- Landsoldaten (1886)
- Den 2.April (1887)
- Andersens Æventyr (1909)